# Niko Datković
Niko Datković (Fiume, 21 aprile 1993) è un calciatore croato, difensore del Borac Banja Luka.

## Carriera

### Club
Nella stagione 2011-2012 ha giocato 16 partite nella massima serie croata; l'anno seguente colleziona invece 17 presenze, segnando anche 2 gol. Nella stagione 2013-2014 ha fatto il suo esordio nelle coppe europee, giocando da titolare il 25 luglio 2013 nella partita vinta per 3-0 contro i gallesi del Prestatyn Town nei preliminari di Europa League.
Il 24 gennaio 2014 lo Spezia ha raggiunto l'accordo con l'Rijeka per il passaggio in maglia bianca con la formula del prestito con diritto di riscatto; il successivo 15 febbraio ha esordito con la maglia dello Spezia, mettendo anche a segno il gol del momentaneo 3-0 nella partita vinta per 3-1 contro il Crotone.
Il 29 agosto 2016 viene ufficializzato il suo trasferimento, a titolo definitivo allo Spezia.

### Nazionale
Nel 2012 ha giocato una partita amichevole con l'Under-21, ricevendo anche alcune convocazioni per partite di qualificazione agli Europei di categoria. A giugno 2013 viene inserito nella lista dei convocati per il Mondiale Under-20, nel quale gioca 3 partite senza mai segnare. Nel settembre dello stesso anno gioca anche una partita nelle qualificazioni agli Europei Under-21.

## Statistiche

### Presenze e reti nei club
Statistiche aggiornate all'11 marzo 2017.
| Stagione        | Squadra         | Campionato      | Campionato | Campionato | Coppe nazionali | Coppe nazionali | Coppe nazionali | Coppe continentali | Coppe continentali | Coppe continentali | Altre coppe | Altre coppe | Altre coppe | Totale | Totale |
| Stagione        | Squadra         | Comp            | Pres       | Reti       | Comp            | Pres            | Reti            | Comp               | Pres               | Reti               | Comp        | Pres        | Reti        | Pres   | Reti   |
| --------------- | --------------- | --------------- | ---------- | ---------- | --------------- | --------------- | --------------- | ------------------ | ------------------ | ------------------ | ----------- | ----------- | ----------- | ------ | ------ |
| 2009-2010       | Rijeka          | HNL             | 1          | 0          | CC              | 0               | 0               | -                  | -                  | -                  | -           | -           | -           | 1      | 0      |
| 2010-2011       | Rijeka          | HNL             | 0          | 0          | CC              | 0               | 0               | -                  | -                  | -                  | -           | -           | -           | 0      | 0      |
| 2011-2012       | Rijeka          | 1. HNL          | 16         | 0          | CC              | 1               | 0               | -                  | -                  | -                  | -           | -           | -           | 17     | 0      |
| 2012-2013       | Rijeka          | 1. HNL          | 17         | 2          | CC              | 1               | 0               | -                  | -                  | -                  | -           | -           | -           | 18     | 2      |
| 2013- gen. 2014 | Rijeka          | 1. HNL          | 5          | 0          | CC              | 1               | 0               | UEL                | 2                  | 0                  | -           | -           | -           | 8      | 0      |
| Totale Rijeka   | Totale Rijeka   | Totale Rijeka   | 39         | 2          |                 | 3               | 0               |                    | 2                  | 0                  |             |             |             | 44     | 2      |
| gen.-giu. 2014  | Spezia          | B               | 6          | 1          | CI              | -               | -               | -                  | -                  | -                  | -           | -           | -           | 6      | 1      |
| 2014-2015       | Spezia          | B               | 25         | 3          | CI              | 2               | 0               | -                  | -                  | -                  | -           | -           | -           | 27     | 3      |
| 2015-2016       | Lugano          | SL              | 27         | 2          | CS              | 3               | 0               | -                  | -                  | -                  | -           | -           | -           | 30     | 2      |
| 2016-2017       | Spezia          | B               | 10         | 0          | CI              | 0               | 0               | -                  | -                  | -                  | -           | -           | -           | 10     | 0      |
| Totale Spezia   | Totale Spezia   | Totale Spezia   | 41         | 4          |                 | 2               | 0               |                    | -                  | -                  |             | -           | -           | 43     | 4      |
| Totale carriera | Totale carriera | Totale carriera | 107        | 8          |                 | 8               | 0               |                    | 2                  | 0                  |             | -           | -           | 117    | 8      |